# Courchevel
Courchevel är ett skidområde i Savoie-regionen i franska alperna, en del av Les Trois Vallées och är det största sammanhängande skidområdet i världen. Det ursprungliga resmålet planerades 1942 av Vichyregimen.
Courchevel refererar till byarna Courchevel 1300 (Le Praz), Courchevel 1550 (det ursprungliga Courchevel), Courchevel 1650 (Moriond) och Courchevel 1850, vilka är namngivna efter deras höjd i meter över havet. Namnen valdes av marknadsmässiga skäl för att kunna tävla med ärkerivalen Val d'Isere. Courchevel-dalen innehåller också byn La Tania som byggdes som olympiaby för att bland annat inhysa hockeyspelarna under vinter-OS 1992 i Albertville.
Courchevel stod värd för tävlingarna i backhoppning och nordisk kombination vid olympiska vinterspelen 1992. Hoppbackarna ligger i Courchevel 1300 (Le Praz).
Den högsta åkhöjden i Courchevels skidsystem är Sommet de la Saulire på 2738 meter, vilket är toppen på bergskammen som skiljer Courchevel från Méribel. Från toppen av Saulire går det när snöläget tillåter att åka ända ner till byn Saint Bon på 1100 meters höjd, därifrån går det dock inga liftar tillbaka. Största möjliga liftburna fallhöjd i Courchevel får man om man åker från Saulire ner till Le Praz, höjdskillnaden däremellan är nästan 1440 meter.
Mitt i Courchevels skidsystem ligger en flygplats som räknas till en av de mest svårlandade i världen. Den har en extremt kort landningsbana, bara 537 meter lång och med 18,6 procents lutning. Landningsbanan har ingen hjälpbelysning, vilket gör att det är mycket svårt, för att inte säga omöjligt, att landa där vid dimma eller lågt liggande moln. Nuförtiden används den nästan bara för helikoptrar och små privatplan. För att få landa på flygplatsen behöver piloten ha ett specialcertifikat.
Courchevels flygplats syns James Bond-filmen Tomorrow Never Dies från 1997.

### Fotnoter
1. ↑  Lasse Sandlin (2 januari 2001). ”Fantastiska flygande finländare” (på svenska). Sportbladet. https://wwwc.aftonbladet.se/sport/0101/02/sandlin.html. Läst 17 december 2019.
2. ↑  Måns Ivarsson (28 februari 2014). ”Här är världens läskigaste flygplatser” (på svenska). Expressen. https://www.expressen.se/allt-om-resor/lista-har-ar-varldens-laskigaste-flygplatser/. Läst 17 december 2019.